# Dale Midkiff
Dale Alan Midkiff (nacido el 1 de julio de 1959) es un actor estadounidense. Es conocido por su papel en la película Cementerio de Mascotas (1989), interpretando a Louis Creed.

## Biografía

### Primeros años
Midkiff nació en Chance, Maryland, hijo de Joyce y Thomas Midkiff. Asistió a Edgewood High School, cerca de Baltimore. Su primera experiencia de actuación fue interpretando a Jack en una producción de Jack and the Beanstalk para un teatro de niños local. Sus siguientes papeles fueron en The Intruder y Room Service. Dale se graduó en 1977 y ganó un premio de drama en su secundaria. Midkiff luego asistió a la Universidad Salisbury en Maryland, titulándose en Artes de la Comunicación con una especialización en Inglés y Filosofía. Después de graduarse fue a Nueva York, donde tuvo varios trabajos.

### Carrera
Midkiff actuó en obras del off-Broadway como The Wager, donde interpretaba a Mark Medoff. Su primer papel cinematográfico fue en Streetwalkin interpretando a un proxeneta llamado Duke. Midkiff ha declarado en entrevistas que si bien su familia nunca entendió su interés por actuar, nunca lo desanimaron: «Los quiero por haber permitido que un niño creyera en sus sueños».
El éxito le llegó con el papel de John Ross "Jock" en Ewing in Dallas: The Early Days. Fue seguido por el que muchos consideran su mejor papel hasta la fecha, como Elvis Presley en la miniserie de cuatro horas Elvis and Me, y por Dream Street, una serie ambientada en Nueva Jersey. Los papeles de Midkiff van desde un golpeador de su mujer en A Cry For Help: The Tracey Thurman Story, al "buen chico" policía que descubre que su compañero/mejor amigo es un asesino en Vigilante Cop, el heroico policía en Time Trax, el protector de ciudad y amable con las damas en The Magnificent Seven. También es conocido por haber interpretado a "Louis Creed" en la película Pet Sematary (1989), que adaptaba la novela homónima de Stephen King.

### Vida personal
Dale está casado desde 1997, y es padre de tres hijos.
Además, Midkiff es cristiano converso, y ha sido bautizado.

## Filmografía
- CSI: Miami ....Doug McClain (1 episodio, 2007)
- Love's Unfolding Dream (2007) (TV)  .... Clark Davis
- Totally Baked: A Pot-U-Mentary (2007) .... Doug
- Love's Unending Legacy (2007) (TV) .... Clark Davis
- Flight of the Living Dead: Outbreak on a Plane (2007) ... Dr. Lucas Thorp
- Love's Abiding Joy (2006) (TV) .... Clark Davis
- Boxboarders! (2006) .... Bruce Rockwell
- Back to You and Me (2005) (TV) .... Gus Martin
- Love's Long Journey (2005) (TV) .... Clark Davis
- Deep Rescue (2005) .... Ben
- Without a Trace (TV) .... Eddie Ferguson (1 episodio, 2005)
- Love's Enduring Promise (2004) (TV)... Clark Davis
- Torn Apart (2004) .... Jerry Bender
- Debating Robert Lee (2004) .... Robert Lee
- Love Comes Softly (2003) (TV)... Clark Davis
- Maximum Velocity (2003) .... Dr.Timothy Briggs
- Nancy Drew (2002) (TV) .... Jimbo Mitchell
- Video Voyeur: The Susan Wilson Story (2002) (TV) .... Gary Wilson
- Route 666 (2001) .... PT, U.S. Marshal
- CSI: Crime Scene Investigation .... Prof. Robert Woodbury (1 episodio, 2001)
- The Warden (2001) (TV) .... Murphy
- Twice in a Lifetime (2000) (TV) .... Reese ( episodio "The Frat Pack")
- Mysterious Ways (2000) (TV)  .... Jack Kestler ( episodio "Spirit Junction")
- The Magnificent Seven (1998) ( 22 episodios) Serie de televisión... Buck Wilmington
- Alien Fury (2000) (TV) .... Bill Templer
- Another Woman's Husband (2000) (TV) .... Johnny Miller/Jake
- The Crow: Salvation (2000)... Vincent Erlich
- Air Bud: World Pup (2000) (V) .... Patrick
- Falcon Down (2000) .... Capitán Hank Thomas
- The Outer Limits .... Tom Cooper (episodio ·Blank Slate", 1999)
- Conversations in Limbo (1998)
- Toothless (1997) (TV) .... Thomas Jameson
- Any Place But Home (1997) (TV) .... Carl Miller
- Ed McBain's 87th Precinct: Heatwave (1997) (TV) .... Det. Steve Carella
- Ed McBain's 87th Precinct: Ice (1996) (TV) .... Det. Steve Carella
- Visitors of the Night (1995) (TV) .... Sheriff Marcus Ashley
- A Child Is Missing (1995) (TV) .... Peter Barnes
- Time Trax (1993) ( 44 episodios) Serie de televisión .... Darien Lambert
- Sweet Justice - "The Power of Darkness: Part 1 & Part 2" (1994) (TV) .... Alex Boudreau
- A Burning Passion: The Margaret Mitchell Story (1994) (TV) .... Red
- Love Potion No. 9 (1992) .... Gary Logan
- Blackmail (1991) (TV) .... Scott Mayfield
- Plymouth (1991) (TV) .... Gil Eaton
- Shoot First: A Cop's Vengeance (1991, también conocida como Vigilante Cop) (TV) .... Farrell Tucker
- Sins of the Mother (1991) (TV) .... Kevin Coe
- The Marla Hanson Story - Face Value (1991) (TV) .... Eric Warner
- A Cry for Help: The Tracey Thurman Story (1989) (TV) .... Buck Thurman
- Pet Sematary (1989) .... Louis Creed
- Dream Street (1989) Serie de televisión  .... Denis DeBeau
- Casual Sex? (1988) .... Attractive Stranger
- Elvis and Me (1988) (TV) .... Elvis Presley
- Dallas: The Early Years (1986) (TV) .... John Ross 'Jock' Ewing
- Nightmare Weekend (1986) .... Ken
- Streetwalkin' (1985) .... Duke

Como él mismo:
- Stephen King's 'Pet Sematary': Filming the Horror (2006) (V)
- Stephen King's 'Pet Sematary': Stephen King Territory (2006) (V)
- Stephen King's 'Pet Sematary': The Characters (2006) (V)